# Namai
Namai è un film del 1997 diretto da Šarūnas Bartas.

## Trama
Un giovane si aggira attraverso stanze semibuie e osserva le persone presenti nella fatiscente dimora.

## Produzione
La villa di campagna dove è stato girato il film è la famosa tenuta di Užutrakis, costruita tra il 1898 e il 1901, situata vicino alla città di Vilnius. Al momento delle riprese la villa era abbandonata e presentava diversi danni provocati dalla precedente occupazione sovietica. I lavori di restauro iniziarono solo nel 1998 e modificarono in modo significativo l'aspetto della villa rispetto a come appare nel film.